# 星空家族
星空傳媒（經紀部）由總監張世明帶領，經過發展，公司培養出黑Girl、Lollipop棒棒堂、Choc7等三大偶像團體，以及培養演藝圈不同領域中的各方面新星。此外，除了黑Girl成員子庭，其他星空家族的藝人都是從旗下節目模范棒棒堂及我愛黑澀會徵選出來的。粉絲給星空傳媒（經紀部）旗下藝人統稱為星空家族。
然而自2009年起，各團體成員開始單飛或退團，而總監張世明亦自立門戶開辦新的經紀公司，Lollipop棒棒堂、Choc7面臨解散，星空傳媒（經紀部）因而沒有繼續發展。

## 已解約藝人
| #  | 前成員 | 脫離日期      | 所屬組合或出演名義    | 備註 |
| -- | ------ | ------------- | --------------------- | --- |
| 1  | 貝童彤 | 2007年10月5日 | 黑Girl （黑澀會美眉） | 好好娛樂旗下藝人（2010年至2011年） 源鑛娛樂旗下藝人（2012年至2015年） 量能文創旗下藝人（2015年至今）                                            |
| 2  | 翰獎   | 2008年8月28日 | 棒棒堂二軍公主幫      | 落選成員 現無經紀約 |
| 3  | Terry  | 2008年8月28日 | 棒棒堂二軍宅男塾      | 落選成員，伊美居傳播旗下藝人 |
| 4  | 牙膏   | 2008年8月28日 | 棒棒堂二軍宅男塾      | 落選成員，火星人音樂旗下藝人（2009年至2014年） 亞樂演藝經紀旗下藝人（2014年至今）                                                               |
| 5  | 鬼鬼   | 2009年4月25日 | 黑Girl                | 好好娛樂旗下藝人（2009至2010年） 寶麗來國際娛樂旗下藝人（2011年至2015年） CJ E&M旗下藝人（2016年至今）                                          |
| 6  | 小蠻   | 2010年3月17日 | 黑Girl                | 伊林娛樂旗下藝人（2010年至2015年） 玩樂斯音樂娛樂旗下藝人（2015年至今）                                                                         |
| 7  | 大牙   | 2010年1月10日 | 黑Girl                | 傳奇星娛樂旗下藝人（2010年至2014年） 重感情創意工作室旗下藝人（2014年至今）                                                                     |
| 8  | MeiMei | 2010年1月10日 | 黑Girl                | 傳奇星娛樂旗下藝人（2010年至2012年） 秘密音樂旗下藝人（2012年底至2013年） 無限志娛樂（2015年至今）                                              |
| 9  | 甯兒   | 2010年1月10日 | 黑Girl                | 傳奇星娛樂旗下藝人（2010年至今） |
| 10 | Apple  | 2010年1月10日 | 黑Girl                | 傳奇星娛樂旗下藝人（2010年至今） |
| 11 | 敖犬   | 2010年1月     | Lollipop棒棒堂        | 金牌大風旗下藝人（2010年至2013年7月） 影視堂分工合作社（2013年9月至2015年）                                                                     |
| 12 | 小煜   | 2010年1月     | Lollipop棒棒堂        | 金牌大風旗下藝人（2010年至2013年7月） 影視堂分工合作社（2013年9月至今）                                                                         |
| 13 | 阿緯   | 2010年1月     | Lollipop棒棒堂        | 金牌大風旗下藝人（2010年至2013年7月） 影視堂分工合作社（2013年9月至今）                                                                         |
| 14 | 威廉   | 2010年1月     | Lollipop棒棒堂        | 金牌大風旗下藝人（2010年至2013年7月） 影視堂分工合作社（2013年9月至今）                                                                         |
| 15 | 小     | 2010年1月10日 | Lollipop棒棒堂        | 傳奇星娛樂旗下藝人（2010年至今） |
| 16 | 王子   | 2010年1月10日 | Lollipop棒棒堂        | 傳奇星娛樂旗下藝人（2010年至2015年） 華研國際音樂旗下藝人（2015年至今）                                                                         |
| 17 | 毛弟   | 2010年3月1日  | Choc7                 | 傳奇星娛樂旗下藝人（2010年至2015年） 華研國際音樂旗下藝人（2015年至今）                                                                         |
| 18 | 鮪魚   | 2010年3月1日  | Choc7                 | 唱片公司：逆流音樂（2013年至今） 經紀公司：傳奇星娛樂旗下藝人（2010年至2015年） 花田娛樂旗下藝人（2015年至今）                                  |
| 19 | 允菲   | 2010年9月15日 | 黑Girl                | 好好娛樂（2011年至2012年） 映畫傳播（2013年） 綜合體傳播（2014年至今）                                                                          |
| 20 | 斯亞   | 2011年4月10日 | 黑Girl                | 唱片公司：福茂唱片（2013年至2014年） 種子音樂（2014年至今） 經紀公司：Mios音樂紅元素製作（2011年至今）                                          |
| 21 | 丫頭   | 2011年中      | 黑Girl                | 唱片公司:群石國際（2011年至2013年） 經紀公司:藝房紫傳播 (北京)&群石國際 (台灣)（2011年至2013年） 傑克傳播（2013年至今）                         |
| 22 | 小薰   | 2011年中      | 黑Girl                | 唱片公司:群石國際（2011年至2013年） 經紀公司:藝房紫傳播 (北京)（2011年至2013年） 群石國際 (台灣)（2011年至今）                                  |
| 23 | 子庭   | 2011年中      | 黑Girl                | 唱片公司:群石國際（2011年至2013年） 經紀公司:藝房紫傳播 (北京)（2011年至2013年）&群石國際 (台灣)（2011年至2014年6月） 藝騰娛樂（2014年7月至今） |
| 24 | 小馬   | 2010年        | Choc7                 | 現無經紀約 |
| 25 | 阿本   | 2011年        | Choc7                 | 多曼尼製作公司（2013年至今） |
| 26 | 小祿   | 2011年        | Choc7                 | 天下無敵國際文化有限公司（2012年至今） |
| 27 | 李銓   | 2011年        | Choc7                 | 天下無敵國際文化有限公司（2012年至今） |
| 28 | 野獸   | 2011年        | Choc7                 | 日出工作室（2013年至今） |
| 29 | 容嘉   | 2011年        | VJ                    | 唱片公司：亞神音樂（代理發行：2014年至今） 經紀公司：麻吉娛樂（2011年至今）                                                                     |
| 30 | 小香   | 2011年        | VJ                    | 現無經紀約 |

## 發行專輯
- 2006年7月14日，我愛黑澀會美眉私密日記EP+DVD（福茂唱片發行）
- 2006年12月15日，美眉私密的一天EP+DVD–甜心轟炸機（福茂唱片發行）
- 2006年12月15日，美眉私密的一天EP+DVD–粉紅高壓電（福茂唱片發行）
- 2007年1月26日，《七彩棒棒堂》EP+DVD（科藝百代發行）
- 2007年5月15日，18禁不禁影音全紀錄CD+DVD（種子音樂發行）
- 2007年5月31日，《夏日初體驗》EP+DVD+寫真集（科藝百代發行）
- 2007年6月7日，美眉私密之Party EP+寫真集（福茂唱片發行）
- 2007年8月31日，黑糖瑪奇朵電視原聲帶(CD+DVD) With 棒棒堂（科藝百代發行）
- 2008年8月29日，黑Girl首張同名專輯（華納音樂發行）
- 2007年12月28日，《哪裡怕》CD+DVD（科藝百代發行）（兩個版本：小巨蛋限定版／影音合體版）
- 2008年2月1日，《棒棒堂哪裡怕改版專輯》限量炫光珍藏版CD+DVD（科藝百代發行）
- 2008年7月11日，公主幫及宅男塾同步推出《冒險世界》EP（華納音樂發行）
- 2009年5月29日，Choc7推出首张EP《太青春》（金牌大風發行）